# Assorted Jelly Beans
Assorted Jelly Beans é uma banda de Ska punk e Punk rock formada em Riverside, California.  O primeiro disco da banda que não possui nome foi o primeiro lançamento da Kung Fu Records e vendeu mais de  25.000 cópias. A música "Rebel Yell" apareceu no jogo Tony Hawk's Underground. 
Assorted Jelly Beans fez um show de reunião que teve os ingressos esgotados na cidade de Pomona com o The Vandals em 2009. 

## Discografia

### Álbuns
- Assorted Jelly Beans (1996)
- What's Really Going On (1998)

### EPs
- Parents Go Down (Under) (1998)
- www.y2ktheory.ep..a.j.b..com (1999)

## Integrantes

### Atuais
- Ricky Boyer – baixo, vocais
- Ricky Falomir – bateria, vocais
- Wylie Johnson – guitarra, vocais

### Antigos
- Ricky Falomir – bateria, vocais
- Mike Ciorlieri - bateria, vocais